# Lagostomus
Lagostomus es un género de roedor de la familia Chinchillidae. Actualmente sólo hay una especie viva, la vizcacha común (Lagostomus maximus), que mide hasta 60 cm de largo y habita en Sudamérica, desde el sur de Bolivia y Paraguay hasta el norte de la Patagonia argentina.

## Especies extintas
- Lagostomus telenkechanum † Rasia y Candela, 2017. Se ha encontrado en Argentina, en estratos del período Mioceno tardío (Chasiquense).
- Lagostomus angulatus †
- Lagostomus antiquus †
- Lagostomus compressidens † (Ameghino, 1908).Se ha encontrado fósil en el Plioceno (Chapadmalalense) de Argentina. La especie L. indefinita † es considerada sinónimo de L. compressidens.[1]
- Lagostomus crassus † Thomas, 1910. Se ha encontrado fósil en Perú.
- Lagostomus incisus † Ameghino, 1888. Se ha encontrado fósil en Argentina, en estratos del período Plioceno (Chapadmalalense). La especie L. spicatus † es considerada sinónimo de L. incisus.
- Lagostomus cavifrons † (Ameghino, 1889) se ha encontrado fósil en Argentina.
- Lagostomus debilis †
- Lagostomus egenus † (Ameghino, 1908) se ha encontrado fósil en Argentina.
- Lagostomus euplasius † (Ameghino, 1908). Se ha encontrado fósil en el Plioceno (Chapadmalalense) de Argentina. Las especies L. loberiaense †, L. definita † y L. chapalmalense † son consideradas sinónimos de L. euplasius.[1]
- Lagostomus heterogenidens †
- Lagostomus insolitus †
- Lagostomus laminosus † (Ameghino, 1891)
- Lagostomus minimus †
- Lagostomus pretrichodactylus †
- Lagostomus trichodactylus † (Brookes, 1828)